# Neobapta
Neobapta is een geslacht van vlinders van de familie spanners (Geometridae), uit de onderfamilie Ennominae.

## Soorten
- N. indecora Warren, 1904
- N. mollis Warren, 1907